# Haukadalur
Haukadalur je visokotemperaturno območje ob vznožju gore Laugarfjall, severno od kraja Laugarvatn v južni Islandiji, okoli aktivnega vulkanskega sistema Veliki Gejzir. Je ena največjih geoloških znamenitosti na Islandiji.

## Visokotemperaturno območje
Za območje Laugarfjall, ki je nastalo na riolitni podlagi, so značilni vroči izviri in druge geotermalne značilnosti, najbolj znano pa je polje z gejziri.
Največja gejzirja sta Strokkur in Veliki Geysir, po katerem se ta pojav tudi imenuje povsod po svetu. Strokkur je zelo zanesljiv in izbruhne vsakih 5 do 10 minut, medtem ko večji Geysir praktično miruje. Na tem območju se nahaja tudi več kot 40 drugih manjših izvirov tople vode, blata, blatnih loncev in fumarol.
Geotermalno območje Haukadalur je bilo prvič omenjeno v pisnih virih leta 1294, ko so se lokalni izviri tople vode aktivirali kot posledica potresa. Potresi so znani povzročitelji aktiviranja lokalnih gejzirjev, tudi v nedavni preteklosti v potresu 17. in 21. julija 2000. Zaradi gejzirjev je dolina glavna turistična atrakcija Islandije že od 18. stoletja dalje.
Približno 10 km severno v smeri višavja in na začetku planinske poti Kjölur leži slap Gullfoss. Tako kot Þingvellir, je tudi Haukadalur del Zlatega kroga Islandije.

## Laugarvatn
Laugarvatn je jezero in majno mestece s povsem počitniškim značajem na jugu Islandije, od Þingvellirja oddaljeno 25 km. Jezero je veliko 2.14 km² vsebuje nekaj geotermalnih vrelcev pod gladino, zaradi česar je priljubljeno kopališče skozi vse leto. V kopališčih imamjo naravne savne v katerih vročino dovaja le vročina, ki prihaja iz tal. Termalna kopališča so zgrajena na treh lokacijah v naselju.
Na posameznih mestih je ob obali tik pod peščeno površino vroč pesek in brbotajoče blato v katerem domačini že stoletja v posebnih posodah pečejo kruh.
Najhladnejši izvir je služil vse od leta 1000 dalje za izvahanje obreda krsta v času zasedanja Alþingi (Islanski parlament) v Þingvellirju.
Drugi toplejši izvir se že od leta 1929 uporablja kot kopališče.
Tretji najbolj vroč izvir pa služi lokalnemu prebivalstvu občine Bláskógabyggð za geotermalno ogrevanje stanovanj in vrtnarij.